# 플로린 가르도슈
플로린 가르도슈(Florin Gardoș, 1988년 10월 29일 사투마레 ~ )는 루마니아의 전 축구 선수로 현역 시절 포지션은 센터백이었다. 과거 루마니아 축구 국가대표팀에서 활약하였다.